# Johan I van Brandenburg
Johan I van Brandenburg (circa 1213 - 4 april 1266) was van 1220 tot 1266 markgraaf van Brandenburg. Van 1220 tot 1259 regeerde hij samen met zijn broer Otto III. Johan I behoorde tot het huis Ascaniërs.

## Levensloop

### Regentschap en voogdij
Johan I was de oudste zoon van markgraaf Albrecht II van Brandenburg en Mathilde van de Lausitz, dochter van markgraaf Koenraad II van Lausitz uit het Huis Wettin. Toen zijn vader in 1220 overleed, waren Johan I en zijn twee jaar jongere broer Otto III nog minderjarig en dus nog niet in staat om zelfstandig te regeren. Keizer Frederik II duidde daarop aartsbisschop Albrecht I van Maagdenburg aan tot regent in Brandenburg. De voogdij van de broers ging over naar graaf Hendrik I van Anhalt, een neef van hun vader en een oudere broer van hertog Albrecht I van Saksen. 
In 1221 kocht hun moeder het regentschap van de aartsbisschop van Maagdenburg af door een bedrag van 1900 zilvermarken te betalen, waarna Mathilde samen met Hendrik I van Anhalt het regentschap op zich nam. Albrecht I van Saksen was het daar echter niet mee eens en probeerde de macht te grijpen in Brandenburg, waarmee een breuk veroorzaakte met zijn broer. Door bemiddeling van keizer Frederik II kon oorlog vermeden worden. 
Na de dood van hun moeder in 1225 begonnen Johan I en Otto III Brandenburg gezamenlijk te regeren. Johan I was toen ongeveer twaalf jaar oud, Otto III tien. De broers werden op 11 mei 1231 in Brandenburg an der Havel tot ridder geslagen, wat in het algemeen als het begin van de regeerperiode van de broers wordt gezien.

### Binnenlands beleid
In 1227 overleed graaf Hendrik van Brunswijk-Lüneburg zonder nakomelingen na te laten. Vervolgens steunden Johan I en Otto III diens neef en hun schoonbroer Otto het Kind. Otto het Kind was als enige in staat om met militaire kracht het domein van zijn oom te beschermen tegen de claims van het huis Hohenstaufen en diens vazallen. In 1229 kwamen Otto III en Johan I dan weer in conflict met hun vroegere regent aartsbisschop Albrecht I van Maagdenburg, wat uiteindelijk vredevol beëindigd kon worden. In 1235 waren beide broers aanwezig bij de hofdag in Mainz, waar de landsvrede van Mainz werd uitgeroepen.
Na het conflict tussen Hendrik Raspe en Koenraad IV om het Rooms-Duitse koningschap, erkenden Johan I en Otto III graaf Willem II van Holland als Rooms-Duits koning. Nadat Brandenburg het privilege had gekregen om mee de Rooms-Duitse koning te verkiezen, waren Otto III en Johan I in 1257 de eerste markgraven van Brandenburg die dit deden. Daar stemden ze voor koning Alfons X van Castilië. Hoewel Alfons X uiteindelijk niet verkozen geraakte, toonde dit aan dat Brandenburg binnen het Heilig Roomse Rijk steeds belangrijker werd. Toen het markgraafschap Brandenburg in 1157 door Albrecht de Beer werd opgericht, was het een klein en onbelangrijk deel binnen het Heilig Roomse Rijk. Vanaf de jaren 1230 veranderde dit en kregen de markgraven van Brandenburg de erfelijke post van keizerlijke kamerheer en het onbetwiste recht om de Rooms-Duitse koning te verkiezen.

### De ontwikkeling en gebiedsuitbreiding van Brandenburg
Johan I en Otto III ontwikkelden het grondgebied van hun markgraafschap. Zo breidden ze marktsteden en kastelen uit en groeiden Spandau, Cölln en Prenzlau uit tot belangrijke steden en handelscentra. Ook breidden de broers Frankfurt an der Oder fors uit, waarna Johan I de plaats in 1253 stadsrechten schonk.
Tussen 1230 en 1245 veroverden de broers een belangrijk deel van Barnim en het zuidelijke deel van Uckermark tot aan de Welserivier. In juni 1236 bemachtigden de broers via het verdrag van Kremmen met hertog Wartislaw III van Pommeren ook de heerschappen Stargard, Beseritz en Wustrow. Om het noordelijke deel van deze gebieden gaven de broers hetzelfde jaar het bevel om het kasteel van Stargard te bouwen. 
Tussen 1239 en 1245 vochten Johan I en Otto III de Teltow-oorlog uit tegen het markgraafschap Meißen. De inzet van deze oorlog was het belangrijke kasteel van Köpenick, dat gevestigd was aan de kruising van de rivieren Spree en Dahme en dat de streek van Barnim en Teltow domineerde. In 1245 slaagden de broers er uiteindelijk in om zowel het kasteel van Köpenick als het fort van Mittenwalde en konden van daaruit Brandenburg verder uitbreiden naar het oosten. In 1249 bemachtigden ze de Lubuszstreek, waarmee Brandenburg tot aan de rivier de Oder reikte.
In 1250 sloten de broers het verdrag van Landin met de hertogen van Pommeren. Via dit verdrag verwierven Johan I en Otto III het noordelijke deel van de Uckermark ten noorden van de Welserivier en de districten Randow en Löcknitz. Deze gebiedsuitbreiding kwam er op voorwaarde dat ze het heerschap Wolgast afstonden. Dit heerschap had Johan I bemachtigd als bruidsschat van koning Waldemar II van Denemarken toen hij met Sophia van Denemarken huwde. 
Vanaf het begin van de 13e eeuw rekruteerde groothertog Leszek I van Polen Duitse kolonisten die zich in Neumark moesten vestigen. Na de dood van Leszek I in 1227 verzwakte de centrale regering van Polen echter, wat het markgraafschap Brandenburg de kans gaf om zich in oostelijke richting uit te breiden. Zo bemachtigde Brandenburg gebieden ten oosten van de Oder. Daarna reikte Brandenburg op oostelijk vlak tot aan de rivier Drawa en op noordelijk vlak tot aan de rivier Persante. 
In 1257 stichtte Johan I de stad Landsberg vlak bij de stad Santok. Via de buitenlandse handel die Landsberg aantrok, verwierf Brandenburg aanzienlijke inkomsten. In 1261 kochten Johan I en zijn broer dan weer de stad Myślibórz over van de Tempeliers. Daarna begonnen de broers de stad te ontwikkelen als machtscentrum van Neumark. 
Om hun nieuwe bezittingen te beschermen lieten Johan I en Otto III heel wat kloosters en nederzettingen bouwen. De broers probeerden ook verdere gebiedsuitbreiding naar de Oostzee te doen, wat echter mislukte.

### Ontwikkeling van het gebied rond Berlijn
In 1229 verloren Johan I en Otto III een veldslag tegen hun vroegere regent, de aartsbisschop van Maagdenburg. Deze veldslag vond plaats bij de meer de Plauser See vlak bij hun residentiestad Brandenburg an der Havel. De broers ontvluchtten daarop hun residentiestad en trokken naar het fort van Spandau. De volgende jaren maakten de broers Spandau tot hun favoriete residentie, samen met Tangermünde in de Altmark. In 1239 stichtten Johan I en Otto III er het Benedictijnse zusterklooster Sint-Maria.
Johan I en Otto III maakten de steden Cölln en Berlijn strategisch zeer belangrijk. Dit gebeurde waarschijnlijk omdat de broers een tegengewicht wilden vormen tegen de stad Köpenick, een belangrijke handelsstad in handen van het huis Wettin, waartoe de markgraven van Meißen behoorden. Nadat de Ascaniërs in 1245 het huis Wettin versloeg in de Teltow-oorlog, nam de belangrijkheid van Köpenick echter af, waarna Berlijn en Cölln de centrale positie in het ontwikkelende handelsnetwerk van Brandenburg innamen.
Johan I en Otto III schonken Berlijn en Cölln enkele privileges, waarvan het Brandenburgse recht (waaronder afwezigheid van tol, de mogelijkheid tot vrije beoefening van handel en erfelijke eigenaarsrechten) en het stapelrecht de belangrijkste waren. Hierdoor hadden Berlijn en Cölln meer economische voordelen dan de steden Spandau en Köpenick.

### Laatste regeringsjaren en dood
In 1258 eindigde de gezamenlijke regering van Johan I en Otto III over het markgraafschap Brandenburg en verdeelden beide broers na een lange voorbereiding hun gebied. Opdat hun voormalige gemeenschappelijke gebied niet volledig uit elkaar zou vallen, voerden Johan I en Otto III een politiek waar ze het allebei mee eens waren. Johan kreeg Stendal, Altmark, Havelland en Uckermark, terwijl Otto III Spandau, Salzwedel, Barnim, de Lubuszstreek en Stargard ontving. Ondanks deze verdeling bleven Johan I, Otto III en al hun zonen en kleinzonen de titel markgraaf van Brandenburg behouden. Hoewel het markgraafschap Brandenburg formeel ongedeeld bleef, noemden de zonen van Johan zich markgraaf van Brandenburg-Stendal om zich te onderscheiden van de zonen van Otto III die zich markgraven van Brandenburg-Salzwedel noemden.
De Ascaniërs werd traditioneel begraven in het Lehninklooster. Omdat dit klooster na de verdeling van Brandenburg deel uitmaakte van het gebied van Otto III, besloot Johan I een cisterciënzersabdij genaamd Mariensee op te richten. Het was dan de bedoeling dat hij en zijn nakomelingen daar begraven zouden worden. Na zijn dood in 1266 werd Johan I hier begraven. In het jaar van zijn dood besloot hij echter nog om een ander klooster te bouwen dat als begraafplaats voor hem en zijn nakomelingen moest dienen. Toen het klooster, Chorin genaamd, in 1273 af was, werd zijn lichaam daarheen overgebracht.

## Huwelijk en nakomelingen
In 1230 huwde Johan I met Sophia van Denemarken (1217-1247), dochter van koning Waldemar II van Denemarken. Ze kregen volgende kinderen:
- Johan II (1237-1281), markgraaf van Brandenburg-Stendal
- Otto IV (1238-1308), markgraaf van Brandenburg-Stendal
- Koenraad I (1240-1304), markgraaf van Brandenburg-Stendal
- Helena (1241/1242-1304), huwde in 1258 met markgraaf Diederik van Landsberg
- Erik (1242-1295), vanaf 1283 aartsbisschop van Maagdenburg
- Herman (overleden in 1291), vanaf 1290 bisschop van Havelberg

Na de dood van zijn eerste vrouw huwde Johan I in 1255 met Brigitte, dochter van hertog Albrecht I van Saksen. Ze kregen volgende kinderen:
- Agnes (1257-1304), huwde in 1273 met koning Erik V van Denemarken en in 1293 met graaf Gerhard II van Holstein-Plön
- Hendrik I (1256-1318), markgraaf van Brandenburg-Stendal
- Mathilde (overleden voor 1309), huwde met hertog Bogislaw IV van Pommeren
- Albrecht (1258-1290)

## Voorouders
| Voorouders van Johan I van Brandenburg | Voorouders van Johan I van Brandenburg                                    | Voorouders van Johan I van Brandenburg                                    | Voorouders van Johan I van Brandenburg                                    | Voorouders van Johan I van Brandenburg                                    | Voorouders van Johan I van Brandenburg                                    | Voorouders van Johan I van Brandenburg                                    | Voorouders van Johan I van Brandenburg                                    | Voorouders van Johan I van Brandenburg                                    |
| -------------------------------------- | ------------------------------------------------------------------------- | ------------------------------------------------------------------------- | ------------------------------------------------------------------------- | ------------------------------------------------------------------------- | ------------------------------------------------------------------------- | ------------------------------------------------------------------------- | ------------------------------------------------------------------------- | ------------------------------------------------------------------------- |
| Overgrootouders                        | Albrecht de Beer (1098-1170) ∞ Sophia van Winzenburg (~1105-1160)         | Albrecht de Beer (1098-1170) ∞ Sophia van Winzenburg (~1105-1160)         | ? (-) ∞ ? (-)                                                             | ? (-) ∞ ? (-)                                                             | Dedo III van Lausitz (1130-1190) ∞ Mechtilde van Heinsberg (1135-1189)    | Dedo III van Lausitz (1130-1190) ∞ Mechtilde van Heinsberg (1135-1189)    | Mieszko III (1126-1202) ∞ Elisabeth van Hongarije (1128-1154)             | Mieszko III (1126-1202) ∞ Elisabeth van Hongarije (1128-1154)             |
| Grootouders                            | Otto I van Brandenburg (1127-1184) ∞ Adelheid (-)                         | Otto I van Brandenburg (1127-1184) ∞ Adelheid (-)                         | Otto I van Brandenburg (1127-1184) ∞ Adelheid (-)                         | Otto I van Brandenburg (1127-1184) ∞ Adelheid (-)                         | Koenraad II van Lausitz (1159-1210) ∞ Elisabeth van Polen (1152-1209)     | Koenraad II van Lausitz (1159-1210) ∞ Elisabeth van Polen (1152-1209)     | Koenraad II van Lausitz (1159-1210) ∞ Elisabeth van Polen (1152-1209)     | Koenraad II van Lausitz (1159-1210) ∞ Elisabeth van Polen (1152-1209)     |
| Ouders                                 | Albrecht II van Brandenburg (1175-1220) ∞ Mathilde van de Lausitz (-1255) | Albrecht II van Brandenburg (1175-1220) ∞ Mathilde van de Lausitz (-1255) | Albrecht II van Brandenburg (1175-1220) ∞ Mathilde van de Lausitz (-1255) | Albrecht II van Brandenburg (1175-1220) ∞ Mathilde van de Lausitz (-1255) | Albrecht II van Brandenburg (1175-1220) ∞ Mathilde van de Lausitz (-1255) | Albrecht II van Brandenburg (1175-1220) ∞ Mathilde van de Lausitz (-1255) | Albrecht II van Brandenburg (1175-1220) ∞ Mathilde van de Lausitz (-1255) | Albrecht II van Brandenburg (1175-1220) ∞ Mathilde van de Lausitz (-1255) |
| Johan I van Brandenburg (1213-1266)    |                                                                           |                                                                           |                                                                           |                                                                           |                                                                           |                                                                           |                                                                           |                                                                           |